# Sistema de patrullas
El sistema de patrullas es un elemento del método scout ideado por Roland Philipps como una forma de organización grupal. Fue probado por primera vez en el movimiento scout por Robert Baden-Powell y se mantiene vigente hasta la actualidad. El principal objetivo del sistema de patrullas es el de conceder una verdadera responsabilidad al mayor número posible de muchachos. Conduce a todos los integrantes de la patrulla a considerar que tienen una responsabilidad definida con respecto al bienestar general de su patrulla (delegar funciones en este caso) y de la tropa.
Generalmente agrupa a jóvenes en pequeños grupos compuestos por seis u ocho muchachos, nombrando un guía que coordine las actividades de la patrulla. El fin último es el trabajo en equipo, para lograr el bienestar de cada miembro de la patrulla.

## Orígenes

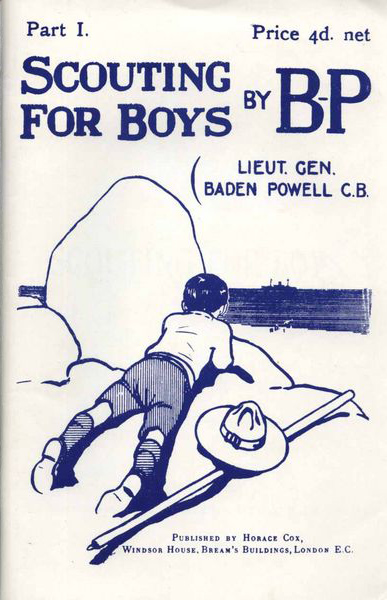
Portada original del Fascículo 1 de Escultismo para Muchachos

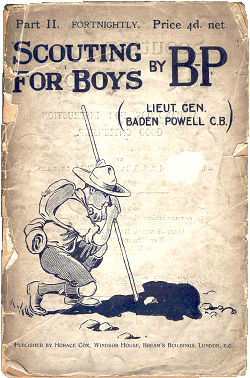
Portada original del Fascículo 2 de Escultismo para Muchachos

Del 1 al 9 de agosto de 1907, B-P realiza un primer campamento experimental en la isla de Brownsea en la Bahía de Poole, Dorset. En este campamento somete a prueba las ideas que había concluido en Mafeking sobre todo lo que pueden dar los jóvenes cuando se confía en ellos.
Para esta primera experiencia del Escultismo escogió a 20 muchachos varones de entre 12 y 17 años y los organizó en cuatro equipos, llamados patrulla, a los que denominó "lobos", "toros", "chorlitos" y "cuervos". Cada patrulla se diferenció con un distintivo, una cinta azul, verde, amarilla o roja, respectivamente.
Luego de esta experiencia, en 1908 publicó "Escultismo para Muchachos" en seis fascículos quincenales. Apenas había aparecido "Escultismo para Muchachos" en las vitrinas de las librerías y en los puestos de revistas, cuando ya, de forma espontánea, grupos de chicos se unieron formando patrullas scouts para poner en práctica esas ideas. Lo que se había pensado para el adiestramiento de organizaciones ya existentes (las brigadas juveniles y YMCA fundamentalmente) se convirtió finalmente en el manual de un nuevo movimiento mundial. Desde entonces "Escultismo para Muchachos" se ha traducido a más de 35 idiomas.
Realizó un segundo campamento en Humbshaugh, Northumberland; en éste se perfeccionó el Sistema de Patrulla y se implementaron nuevos juegos, perfeccionando la organización y el modelo educativo. 
Posteriormente, Roland Philipps escribió el libro "El Sistema de Patrulla" que presenta este elemento fundamental del Método Scout.

## Fundamentos
A partir de la observación del juego, Robert Baden-Powell descubre dos dinamismos propios de los jóvenes: la pertenencia a pequeños grupos y la vida comunitaria.
Cada uno necesita de los demás para realizarse como persona. 
El Método Scout propone vivir una aventura en pequeños grupos a través del llamado 'Sistema de Patrulla'. 
En esa pequeña comunidad a su medida, cada joven aprende a trabajar, a compartir y a relacionarse con los demás; asume una responsabilidad al servicio del grupo y se confrontan las experiencias vividas.
El sentido de educar personas en relación con los demás radica en que sean personas abiertas a vivir junto a otros y que, al descubrir las riquezas de los demás, descubran sus propias riquezas y carencias, construyendo su autoestima.
Los jóvenes tienen sus propias formas de agruparse, las cuales varían según las edades. El Movimiento Scout basa su juego, entre otras cosas, en las formas de agrupamiento social de los jóvenes a través de las edades que comprende su propuesta educativa. De esta forma las bandas y las pandillas de muchachos son enriquecidas en la propuesta educativa del Movimiento Scout al aplicarles roles, reglas, espacios de toma de decisiones, símbolos y aventuras en común.
“El sistema de equipos (o sistema de patrulla como es usualmente llamado) es la estructura organizativa básica de una sección en un Grupo Scout; la sección funciona como una pequeña sociedad de jóvenes, compuesta por los pequeños grupos y el equipo de dirigentes.”
“Cada pequeño grupo opera como un equipo. Dentro de cada equipo, los jóvenes organizan su vida grupal y eligen, organizan y llevan a cabo sus actividades. Cada uno tiene una responsabilidad específica, la cual él o ella llevan a cabo como contribución a la vida y bienestar del equipo y el éxito de sus actividades.”